# Шелест Йосип
Йосип (Юсько) Шелест († 1768) — запорозький козак, ватажок гайдамацького загону, створеного ним навесні 1768 року в Холодному Яру, ініціатор повстання надвірних козаків — Коліївщини.
Восени 1767 року в монастирях Придніпров'я під виглядом послушників оселилась група запорозьких козаків. Її ядро складалося з восьми осіб, серед яких Максим Залізняк, Кіндрат Лусконіг, Микита Швачка, Андрій Журба, Василь Бурка, Дем'ян Чернявщенко та Іван Бондаренко. Очолював групу Йосип Шелест. Саме вони починали агітувати українців до повстання. Так, Шелест закликав селян до повстання проти польської шляхти, посилаючись на лист кошового Січі Петра Калнишевського.
Після смерті Шелеста від випадкового пострілу Кіндрата Лусконога між 20 та 23 травня 1768 року на чолі повстанців став Максим Залізняк.

## Вшанування пам'яті
- У Холодному Яру на могилі Йосипа Шелеста встановлено пам'ятний знак.
- Вулиця Йосипа Шелеста у селі Грушківка Черкаської області[1].